# 요시이 도모자네

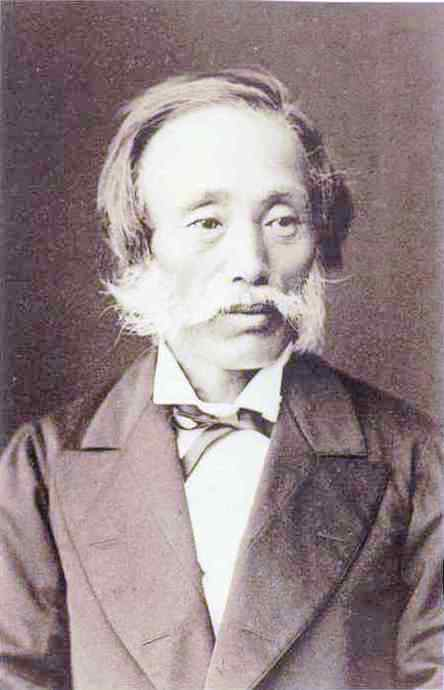
요시이 도모자네 백작

요시이 도모자네(일본어: 吉井友実, 1828년 음력 2월 26일 ~ 1891년 4월 22일)는 에도 막부 말기의 사쓰마 번사, 일본 제국의 관료이다. 정2위, 훈1등. 작위는 백작. 통칭은 니자에몬(仁左衛門), 주스케(中介), 고스케(幸輔)이다. 야마시나 효부(山科兵部)라는 가명도 사용하였다.
사쓰마 번사 요시이 도모마사(吉井友昌)의 맏아들로 가고시마성하 가지야정(加治屋町)에서 태어났다. 같은 마을 출신인 사이고 다카모리, 오쿠보 도시미치, 사이쇼 아쓰시 등과 어릴적부터 친구로 지냈다. 번주 시마즈 나리아키라의 번정 개혁 하에서, 오사카 번주 저택의 루스이야쿠(留守居役) 등을 맡으며, 여러 번의 지사들과 교류를 쌓고 소장 개혁파의 일원으로 활약하였다. 번주 나리아키라가 사망한 뒤, 오쿠보 도시미치 등 동지 40명과 함께 탈번을 꾀하였으나, 새 번주 시마즈 다다요시가 이를 위로하여 머물게 하였고, 이때 오메쓰케(大目付) 역에 취임하였다. 이후 각종 직책을 맡으면서, 사이고 다카모리, 오쿠보 도시미치와 함께 정충조(精忠組)의 중심 인물로서 번 정치를 주도했고, 존왕 도막운동도 추진했다. 도바·후시미 전투에서 직접 군사를 이끌고 막부군을 격퇴하는 등 큰 공적을 세워, 1869년에 상전록(賞典禄) 1,000석을 받았다.